# Иаков Цуртавели

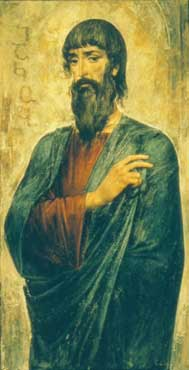

Яков (Иакоб) Цуртавели (груз. იაკობ ცურტაველი), также Яков Цуртавский, священник Яков (груз. იაკობ ხუცესი, Иакоб Хуцеси) — грузинский священник и агиограф V века. 
Ему принадлежит агиографическое сочинение «Мученичество святой царицы Шушаник» (между 476 и 483) — первый сохранившийся памятник древней грузинской литературы. Оно рассказывает о жизни и мученической кончине Шушаник, дочери спарапета Армении Вардана Мамиконяна и  жены картлийского правителя Варскена, которая отказалась вслед за мужем, искавшим союза с Персией, перейти в зороастризм. За это Варскен подверг Шушаник тяжким пыткам и заключил её в темницу, где она и скончалась. Автор жития утверждает, что был духовником царицы, описывает (в третьем лице) свои беседы с Шушаник, поэтому составленное им житие уникально как свидетельство очевидца событий. Помимо кратких сведений, почерпнутых из «Мученичества...», достоверной информации о жизни Якова Цуртавели нет.